# Ловинский, Эдвард
Э́двард Лови́нский (англ. Edward Elias Lowinsky; 12 января 1908, Штутгарт — 10 октября 1985, Чикаго) — немецкий и американский музыковед

. Член Американской академии искусств и наук (1973) и Королевской академии наук и искусств Нидерландов (1974).

## Биография
Из еврейской семьи. Его отец Леопольд Ловинский (1877—1943), фабрикант, был уроженцем Таращи, мать Хая (Клара) Розенфельд (1883—1943) происходила из Одессы. У него были сёстры Люба (в замужестве Фехенбах, 1905—1976), Майя (1906—1934), Паула (1910—?), Элизабета (1913—?) и Эдита (1917—?). В 1928 году окончил Высшую школу музыки в Штутгарте по специализациям фортепиано, композиции и дирижирования. В 1933 году защитил диссертацию «Антверпенская книга мотетов Лассо в её связи с мотетами нидерландских современников» в Гейдельбергском университете под руководством Генриха Бесселера, который повлиял на формирование стиля и метода Ловинского, установил вектор его интереса в направлении старинной музыки. После прихода к власти нацистов, в 1933—1939 годах жил в Нидерландах. В 1940 году эмигрировал в США (получил гражданство в 1947 году). Его родители остались в Нидерландах, были депортированы и погибли: отец в Освенциме; мать в пересыльном концлагере Вестербок. 
В 1942—1956 годах преподавал в американских колледжах Блэк Маунтин и Квинс, в 1956—1961 годах профессор Калифорнийского университета в Беркли, в 1961—1976 годах — профессор Чикагского университета.
Основная область научных интересов — западноевропейская музыка эпохи Ренессанса. Его монография о «тайном хроматическом искусстве» (secret chromatic art) в мотетах нидерландских полифонистов (1946), ставшая предметом широкой научной полемики, стимулировала интерес западных и российских учёных к старинной гармонии. В книге «Тональность и атональность в музыке XVI века»  (1961) пытался объяснить загадочную гармонию Джезуальдо, определив её как «трезвучную атональность» (triadic atonality). Обнаруженный Ловинским в трактате Лампадия (1537) фрагмент мотета Ф. Вердело считается первым примером партитурной нотации. Среди наиболее ярких, отчасти провокативных, статей Ловинского: «Конфликтные взгляды на конфликтные ключевые обозначения» (Conflicting Views on Conflicting Signatures, 1954), «Хроматический "дуэт" Вилларта: повторная экспертиза» (Adrian Willaert's Chromatic “Duo” Re-Examined, 1956), «Тайное хроматическое искусство: повторная экспертиза» (Secret Chromatic Art Re-Examined, 1972), «Проблема маньеризма в музыке: попытка дефиниции» (The Problem of Mannerism in Music: an Attempt at a Definition, 1973). Сборник «Переписка музыкантов ренессанса» (A Correspondence of Renaissance Musicians, 1990) составил совместно с женой — музыковедом Бонни Блэкбёрн.
Ловинский активно занимался общественно-просветительской и организационной деятельностью. В 1964—1977 годах выступал главным редактором серии нотных изданий «Monuments of Renaissance Music». Участник и организатор престижных международных симпозиумов и конференций, одна из наиболее крупных (в 1971 году) была посвящена Жоскену Депре.
С первой женой Гретель Ловинской (в девичестве Хоффман, 1920—2018) у Ловинского были три сына и дочь.

## Сочинения
- Secret chromatic art in the Netherlands motet. New York, 1946.
- Tonality and atonality in sixteenth-century music. Berkeley, 1961.
- Josquin des Prez, ed. by E.Lowinsky and B.J. Blackburn. New York 1971 (материалы международного симпозиума).
- Cipriano de Rore's Venus motet: its poetic and pictorial sources. Provo, UT, 1986.
- Music in the culture of the Renaissance and other essays, ed. B.J. Blackburn. 2 vls. Chicago, 1989 (сборник статей разных лет под редакцией жены Ловинского, музыковеда Бонни Блекбёрн)